# The More Things Change...
„The More Things Change...“ e вторият студиен албум на американската група Машин Хед (Machine Head). Това е последният албум с първоначалния китарист Логън Мейдър и първият с новия барабанист Дейв Макклейн. Творбата се отличава доста от техния дебют Burn My Eyes, който от своя страна не печели такава популярност и успех, като настоящия, но много от феновете го считат за най-доброто произведение на групата. В настоящия албум са засегнати теми като злоупотребата, корупцията, измяната, предателството и бедността. Ето и откъс от песен от албума:
| „ | You've never had to borrow, you've never had to steal You eat it with your silver spoon, for me it's real | “ |

Като цяло, темпото в песните е забавено, китарното звучене е по-тежко и албумът е възприеман като по-мрачен по отношение на звука и настроението.
Дигипак изданието на този албум съдържа още три допълнители записа – „The Possibility of Life's Destruction“ (кавър на песента на Discharge), „My Misery“ и „Colors“ (кавър на песента на рапъра Ice T).

## Списък с песните
1. „Ten Ton Hammer“ – 4:14
2. „Take My Scars“ – 4:20
3. „Struck a Nerve“ – 3:34
4. „Down to None“ – 5:28
5. „The Frontlines“ – 5:51
6. „Spine“ – 6:38
7. „Bay of Pigs“ – 3:46
8. „Violate“ – 7:20
9. „Blistering“ – 4:59
10. „Blood of the Zodiac“ – 6:38
11. „The Possibility of Life's Destruction“ – 1:31 *
12. „My Misery“ – 4:42 *
13. „Colors“ – 4:39 *

- Дигипак версия на албума

## Състав
- Роб Флин – вокали, китара
- Логън Мейдър – соло китара
- Адам Дюс – бас китара
- Дейв Макклейн – барабани

|  | Тази страница частично или изцяло представлява превод на страницата The More Things Change... в Уикипедия на английски. Оригиналният текст, както и този превод, са защитени от Лиценза „Криейтив Комънс – Признание – Споделяне на споделеното“, а за съдържание, създадено преди юни 2009 година – от Лиценза за свободна документация на ГНУ. Прегледайте историята на редакциите на оригиналната страница, както и на преводната страница, за да видите списъка на съавторите. ВАЖНО: Този шаблон се отнася единствено до авторските права върху съдържанието на статията. Добавянето му не отменя изискването да се посочват конкретни източници на твърденията, които да бъдат благонадеждни. |